# Csónakfarkú lappantyú
A csónakfarkú lappantyú (Veles binotatus) a madarak (Aves) osztályának lappantyúalakúak (Caprimulgiformes) rendjéhez, ezen belül a lappantyúfélék (Caprimulgidae) családjához tartozó Veles nem egyetlen faja.

## Rendszerezése
A fajt Charles Lucien Jules Laurent Bonaparte francia ornitológus írta le 1850-ben, a Caprimulgus nembe Caprimulgus binotatus néven.

## Előfordulása
Elefántcsontpart, Gabon, Ghána, Kamerun, a Közép-afrikai Köztársaság, a Kongói Köztársaság, a Kongói Demokratikus Köztársaság és Libéria honos. 
Természetes élőhelyei a szubtrópusi vagy trópusi síkvidéki esőerdők. Állandó, nem vonuló faj.

## Megjelenése
Testhossza 21-23 centiméter.

## Életmódja
Rovarokkal táplálkozik, főleg alkonyatkor.

## Természetvédelmi helyzete
Az elterjedési területe rendkívül nagy, egyedszáma viszont csökken, de még nem éri el a kritikus szintet. A Természetvédelmi Világszövetség Vörös listáján nem fenyegetett fajként szerepel.